# 阿部三郎
阿部 三郎（あべ さぶろう、1926年7月6日 - 2010年9月8日）は、日本の弁護士。日本弁護士連合会会長や、中央大学理事長を歴任した。阿部法律事務所主宰。1996年より宗教団体オウム真理教の破産管財人。

## 経歴
1926年宮城県生まれ。宮城県石巻商業高等学校出身、中央大学法学部卒業。
司法修習第六期を経て1954年4月に弁護士登録、東京弁護士会入会。
1960年代には社会問題化した売血制度の廃止を働きかけ、弁護士会人権擁護委員会の建議書を通じ売血制度の廃止を実現。
1970年以降、東京弁護士会副会長、日本弁護士連合会事務総長、東京弁護士会会長、日本弁護士連合会副会長、日本弁護士連合会会長を歴任。
1996年3月、宗教団体オウム真理教の破産宣告を受けて破産管財人に就任。
1997年、勲二等瑞宝章受章。
1999年5月から2005年11月まで学校法人中央大学理事長、2003年6月から凸版印刷株式会社監査役、2004年2月から松下電工株式会社監査役。
2010年9月8日、心不全のため千葉県松戸市の病院で死去。84歳没。叙正四位。

## オウム真理教の破産管財人として
一連のオウム真理教事件の被害者への配当額を確保するため、教団財産の徹底的な調査と処分を指導。また国会議員に協力を求め、国の債権を事実上放棄させるオウム真理教債権特例法の成立を促した。
義務教育年齢に達した信者の子供が自治体に就学を拒否された問題では、「オウムの子という理由で就学を拒否する差別は、法律家として認められない」として住民や自治体を説得、信者が教団施設から転出するまでの一時的な就学を実現。
管財人として12年間の活動を経た2008年11月26日、最後となる17回目の債権者集会で総括報告を行った。

これによれば、被害者は賠償額として寄付を含め約15億4000万円を受けとることとなった。これは本来支払われるべき賠償額（1,201 名分、約38億1000万円）の40.39%に当たり、約22億7000万円の残債はオウム真理教犯罪被害者支援機構に引き継がれる。また教団の債権者は2,191名、債務総額は約51億6000万円だったとした。

## 著書
- 『そのときどきに「私の」思いをこめて』（自費出版、書誌は下記事務所ホームページ参照）
- 『破産者 オウム真理教 管財人、12年の闘い』（朝日新聞出版2008）ISBN 978-4022504265